# Pamplona (comida)
La pamplona es un plato típico de la gastronomía de Uruguay y suele prepararse en la parrillada o para las mesas de las fiestas navideñas. Es un arrollado de lomo de ternera, condimentada y rellena con queso, fiambres, verduras, etc.
La cuna de esta preparación culinaria es la ciudad uruguaya de Florida, cuando en 1963, Rosendo Rodríguez, de la chacinería "Granja Florida", inventó esta comida, al rellenar lomo de ternero mamón con jamón, panceta, huevo, morrones, aceitunas, queso, etc. y aderezos como sal, orégano, ajo, pimienta, aceite, manteca y luego cubrió el lomo arrollado con tela de cerdo.
También se prepara con pollo, carne vacuna, de cerdo, de cordero o de conejo. Sea cual sea el tipo de carne, se enrolla y se asegura con la tela o con  malla elástica o papel de aluminio para evitar que se desarme. También se puede envolver en tela de cerdo o en la propia piel del pollo si se trata de esta carne. Se asa en una parrilla a las brasas o al horno hasta que esté bien cocida. Puede comerse sola, generalmente como plato de entrada, o acompañada con cualquiera de los demás componentes de la parrilla.
Desde el 3 de marzo del 2013 se celebra en Punta del Este la Fiesta Nacional del Chivito y la Pamplona.